# アドミラル級戦艦
| アドミラル級戦艦         | アドミラル級戦艦 |
| ------------------------ | --- |
| HMS アンソン（1897年頃） | |
| 艦級概観                 | |
| 艦種                     | 戦艦 |
| 艦名                     | イギリス海軍史上の提督の名 |
| 前級                     | コロッサス級 |
| 次級                     | ヴィクトリア級 |
| 性能諸元                 | |
| 排水量                   | 常備：10,600トン |
| 全長                     | 330 ft（100.6 m） |
| 全幅                     | 68 ft 6 in（20.9 m） |
| 吃水                     | 27 ft 3 in（8.3 m） |
| 機関                     | 石炭専焼缶＋二段膨脹式レシプロ機関2基2軸推進 |
| 最大速力                 | 16.9ノット |
| 乗員                     | 515名 |
| 兵装                     | コリングウッド: 12 in（305 mm）砲 ×4 ロドニー級: 13.5 in（343 mm）砲 ×4 ベンボウ: 16.25 in（413 mm）砲 ×2 （全艦）: 6 in砲 ×6 6ポンド砲 ×12 3ポンド砲 ×12 |
| 装甲                     | 水線部舷側 18 in（457 mm） |

アドミラル級戦艦（アドミラルきゅうせんかん、Admiral-class battleships）は、1880年代にイギリス海軍が保有した草創期の戦艦。主砲を中心線上、上部構造物を挟んだ位置に配置する方式を1870年代のデヴァステーション級装甲艦から継承している。この配置は1906年に戦艦ドレッドノートが出現するまでイギリス海軍の戦艦のほとんどに踏襲された。
本級はイギリス海軍の提督の名から命名されているのでアドミラル級として知られている。

## 概要
デヴァステーション級以降、イギリス戦艦は中央砲塔艦（エイジャックス級、コロッサス級）に移行したが、本級で再び船体中央の上部構造物前後に主砲を置く形式に回帰した。ただし砲塔でなく、強固に防御した砲台（バーベット）の上にむき出しで主砲を装備している。
本級6隻は主砲口径によってコリングウッド、ロドニー級4隻、ベンボウの3つに区別される。主砲はコリングウッドが305 mm砲連装2基、ロドニー級が343 mm砲連装2基、ベンボウが413 mm砲単装2基である。防御は従来のシタデルを廃止し、舷側には船体中央の水線部分にのみ457 mmの装甲を施していた。

## 艦名
- コリングウッド（HMS Collingwood） - カスバート・コリングウッド提督に由来。
- ロドニー（HMS Rodney） - ジョージ・ロドニー提督に由来。
- ハウ（HMS Howe） - リチャード・ハウ提督に由来。
- キャンパーダウン（HMS Camperdown） - アダム・ダンカン提督（初代ダンカン・オブ・キャンパーダウン子爵）に由来。
- アンソン（HMS Anson） - ジョージ・アンソン提督に由来。
- ベンボウ（HMS Benbow） - ジョン・ベンボウ提督に由来。

## 参考資料
- 『イギリス戦艦史』（海人社「世界の艦船」1990年11月増刊）